# Wsewołod Bałycki
Wsewołod Apołłonowycz Bałycki, ukr. Всеволод Аполлонович Балицкий, Wsiewołod Balicki (ur. 27 listopada?/9 grudnia 1892 we Wierchniednieprowsku, zm. 27 listopada 1937 w Moskwie) – ukraiński socjaldemokrata i komunista, funkcjonariusz Czeka/GPU/OGPU/NKWD, komisarz bezpieczeństwa państwowego I rangi, członek KC WKP(b) (1934–1937), komisarz ludowy spraw wewnętrznych Ukraińskiej SRR  (NKWD USRR)(1924–1930 i 1934–1937).

## Życiorys
Syn księgowego. W 1912 skończył 8 klas gimnazjum w Ługańsku, wstąpił na Wydział Prawa Uniwersytetu Moskiewskiego, studiował do 1915 przerywając studia na 3 roku. W latach 1913–1915 członek SDPRR, mienszewik, później bolszewik. 
W 1915 powołany do armii, skończył szkołę podchorążych w Tbilisi, służył na Froncie Kaukaskim, 1917 aresztowany i zwolniony. Po rewolucji lutowej i obaleniu caratu (marzec 1917) członek i potem przewodniczący garnizonowej Rady Delegatów Żołnierskich w Tebrizie, 1918 w Gruzji został dwukrotnie aresztowany, zbiegł. 
W grudniu 1918 został funkcjonariuszem Czeki, członek Kolegium Wszechukraińskiej Czeki, 1919 członek Sekretariatu Wszechukraińskiej Czeki, od maja do września 1919 przewodniczący Wszechukraińskiej Czeki. We wrześniu-październiku, przewodniczący rewolucyjnego trybunału wojskowego homelskiego rejonu warownego, w październiku-listopadzie 1919 przewodniczący Ukraińskiej Komisji Organizacyjnej i inspektor polityczny Czeki przy Radzie Komisarzy Ludowych Rosyjskiej FSRR, w listopadzie-grudniu 1919 przewodniczący wołyńskiej gubernialnej Czeki, od grudnia 1919 do maja 1920 przewodniczący kijowskiej gubernialnej Czeki i równocześnie pełnomocny przedstawiciel Czeki na Ukrainie Prawobrzeżnej. Członek Kolegium NKWD RFSRR, p.o. szefa Tyłów Frontu Południowo-Zachodniego wojny domowej w Rosji i przewodniczący Trybunału tego frontu, od 1920 do 6 kwietnia 1921 zastępca przewodniczącego Centralnego Zarządu Czeki, od kwietnia 1921 do marca 1922 zastępca przewodniczącego Wszechukraińskiej Czeki, 1921–1922 dowodzący wojskami Wszechukraińskiej Czeki od lipca 1922 do 31 sierpnia 1923 zastępca przewodniczącego GPU przy Radzie Komisarzy Ludowych Ukraińskiej SRR.
Od 1 września 1923 do 30 czerwca 1931 pełnomocny przedstawiciel OGPU Ukraińskiej SRR i przewodniczący GPU przy Radzie Komisarzy Ludowych Ukraińskiej SRR, równocześnie od marca 1924 do listopada 1930 komisarz ludowy spraw wewnętrznych Ukraińskiej SRR, od 12 grudnia 1925 do 27 maja 1937 członek KC KP(b)U, od 24 listopada 1926 do 20 listopada 1927 członek Biura Organizacyjnego KC KP(b)U, od 29 listopada 1927 zastępca członka, a od 15 czerwca 1930 do 27 maja 1937 członek Biura Politycznego KC KP(b)U. 
Od 13 lipca 1930 do 26 stycznia 1934 członek Centralnej Komisji Kontroli WKP(b), od 31 lipca 1931 III zastępca, a od 17 listopada 1932 do 10 lipca 1934 zastępca przewodniczącego OGPU przy Radzie Komisarzy Ludowych ZSRR. Od 21 lutego 1933 do 10 lipca 1934 ponownie pełnomocny przedstawiciel OGPU Ukraińskiej SRR i przewodniczący GPU przy Radzie Komisarzy Ludowych Ukraińskiej SRR. 
Od 10 lutego 1934 do 25 czerwca 1937 członek KC WKP(b), od 15 lipca 1934 do 11 maja 1937 ludowy komisarz spraw wewnętrznych Ukraińskiej SRR, od 29 listopada 1935 komisarz bezpieczeństwa państwowego I rangi, od 11 maja do 19 czerwca 1937 szef Zarządu NKWD Kraju Dalekowschodniego. Członek Centralnego Komitetu Wykonawczego 7 kadencji. 7 lipca 1937 aresztowany, 27 listopada 1937 skazany na śmierć i stracony.

## Odznaczenia
- Order Czerwonego Sztandaru (trzykrotnie - 1922, 7 września 1926 i 3 kwietnia 1930)
- Order Czerwonej Gwiazdy (14 lutego 1936)
- Order Czerwonego Sztandaru Pracy Ukraińskiej SRR (25 lipca 1931)
- odznaka „Honorowy Funkcjonariusz Czeki/GPU (V)”
- odznaka „Honorowy Funkcjonariusz Czeki/GPU (XV)” (20 grudnia 1932)